# Villa rustica de la Chitid
Villa rustica este situată pe teritoriul localității Chitid din județul Hunedoara, în punctul numit Pleșa și/sau Jidovin.

## Legături exerne
- Roman castra from Romania (includes villae rusticae) - Google Maps / Earth Arhivat în 5 decembrie 2012, la Archive.is